# Malak Ismail
Pour les articles homonymes, voir Ismail.
Malak Ismail, née le 7 juin 2005, est une pentathlonienne égyptienne.

## Carrière
Malak Ismail est médaillée d'or en relais avec Amira Kandil aux Championnats du monde 2023 à Bath.
Elle est médaillée d'or en individuel et par équipe aux Championnats d'Afrique de pentathlon moderne 2023 au Caire.